# Bathytoma gordonlarki
Bathytoma gordonlarki is een slakkensoort uit de familie van de Borsoniidae. De wetenschappelijke naam van de soort is voor het eerst geldig gepubliceerd in 2011 door Tucker & Olivera.